# Bulgária a 2014. évi téli olimpiai játékokon
Bulgária az oroszországi Szocsiban megrendezett 2014. évi téli olimpiai játékok egyik részt vevő nemzete volt. Az országot az olimpián 6 sportágban 18 sportoló képviselte, akik érmet nem szereztek.

## Alpesisí
Férfi
| Versenyző         | Versenyszám            | 1. futam      | 1. futam      | 2. futam      | 2. futam      | Összesítés | Összesítés |
| Versenyző         | Versenyszám            | Idő           | Hely.         | Idő           | Hely.         | Idő        | Helyezés   |
| ----------------- | ---------------------- | ------------- | ------------- | ------------- | ------------- | ---------- | ---------- |
| Georgi Georgiev   | Lesiklás               |               |               |               |               | 2:12,49    | 36.        |
| Georgi Georgiev   | Műlesiklás             | nem ért célba | nem ért célba | kiesett       | kiesett       | kiesett    | kiesett    |
| Georgi Georgiev   | Szuperóriás-műlesiklás |               |               |               |               | 1:22,72    | 41.        |
| Nikola Csongarov  | Lesiklás               |               |               |               |               | 2:12,57    | 38.        |
| Nikola Csongarov  | Műlesiklás             | 51,12         | 40.           | nem ért célba | nem ért célba | kiesett    | kiesett    |
| Nikola Csongarov  | Szuperóriás-műlesiklás |               |               |               |               | 1:22,59    | 39.        |
| Sztefan Priszadov | Műlesiklás             | nem ért célba | nem ért célba | kiesett       | kiesett       | kiesett    | kiesett    |
| Sztefan Priszadov | Óriás-műlesiklás       | nem ért célba | nem ért célba | kiesett       | kiesett       | kiesett    | kiesett    |

| Versenyző        | Versenyszám | Lesiklás | Lesiklás | Műlesiklás    | Műlesiklás    | Összesítés | Összesítés |
| Versenyző        | Versenyszám | Idő      | Hely.    | Idő           | Hely.         | Idő        | Helyezés   |
| ---------------- | ----------- | -------- | -------- | ------------- | ------------- | ---------- | ---------- |
| Georgi Georgiev  | Összetett   | 1:57,69  | 38.      | nem ért célba | nem ért célba | kiesett    | kiesett    |
| Nikola Csongarov | Összetett   | 1:58,68  | 41.      | 53,73         | 18.           | 2:52,41    | 23.        |

Női
| Versenyző      | Versenyszám      | 1. futam | 1. futam | 2. futam      | 2. futam      | Összesítés | Összesítés |
| Versenyző      | Versenyszám      | Idő      | Hely.    | Idő           | Hely.         | Idő        | Helyezés   |
| -------------- | ---------------- | -------- | -------- | ------------- | ------------- | ---------- | ---------- |
| Marija Kirkova | Műlesiklás       | 1:02,33  | 42.      | nem ért célba | nem ért célba | kiesett    | kiesett    |
| Marija Kirkova | Óriás-műlesiklás | 1:24,11  | 37.      | 1:23,48       | 40.           | 2:47,59    | 36.        |

## Biatlon
Férfi
| Versenyző                                                  | Versenyszám            | Időeredmény | Lövőhiba    | Helyezés |
| ---------------------------------------------------------- | ---------------------- | ----------- | ----------- | -------- |
| Kraszimir Anev                                             | 10 km sprint           | 26:28,0     | 3 (3+0)     | 49.      |
| Kraszimir Anev                                             | 12,5 km üldözőverseny  | 38:47,6     | 5 (0+1+3+1) | 48.      |
| Kraszimir Anev                                             | 20 km egyéni indításos | 53:30,3     | 2 (0+0+2+0) | 36.      |
| Vladimir Iliev                                             | 10 km sprint           | 26:55,9     | 4 (2+2)     | 60.      |
| Vladimir Iliev                                             | 12,5 km üldözőverseny  | 39:44,6     | 7 (3+1+2+1) | 55.      |
| Vladimir Iliev                                             | 20 km egyéni indításos | 53:52,6     | 3 (2+0+0+1) | 39.      |
| Mihail Klecserov                                           | 10 km sprint           | 27:13,6     | 2 (1+1)     | 70.      |
| Mihail Klecserov                                           | 20 km egyéni indításos | 56:41,8     | 2 (0+0+1+1) | 68.      |
| Ivan Zlatev                                                | 10 km sprint           | 27:48,5     | 2 (1+1)     | 76.      |
| Miroszlav Kenanov                                          | 20 km egyéni indításos | 58:01,1     | 1 (0+0+1+0) | 75.      |
| Mihail Klecserov Ivan Zlatev Vladimir Iliev Kraszimir Anev | 4 × 7,5 km váltó       | 1:17:38,4   | 2+8         | 15.      |

Női
| Versenyző              | Versenyszám            | Időeredmény | Lövőhiba    | Helyezés |
| ---------------------- | ---------------------- | ----------- | ----------- | -------- |
| Desziszlava Sztojanova | 7,5 km sprint          | 23:48,1     | 1 (1+0)     | 61.      |
| Desziszlava Sztojanova | 15 km egyéni indításos | 54:41,1     | 6 (1+2+0+3) | 72.      |

## Sífutás
Férfi
| Versenyző                     | Versenyszám  | Selejtező | Selejtező | Negyeddöntő | Negyeddöntő | Elődöntő | Elődöntő | Döntő         | Döntő         |
| Versenyző                     | Versenyszám  | Idő       | Hely.     | Idő         | Hely.       | Idő      | Hely.    | Idő           | Helyezés      |
| ----------------------------- | ------------ | --------- | --------- | ----------- | ----------- | -------- | -------- | ------------- | ------------- |
| Veszelin Cinzov               | 15 km        |           |           |             |             |          |          | 42:06,3       | 41.           |
| Veszelin Cinzov               | 50 km        |           |           |             |             |          |          | nem ért célba | nem ért célba |
| Veszelin Cinzov               | 30 km        |           |           |             |             |          |          | 1:14:12,0     | 53.           |
| Andrej Gridin                 | 30 km        |           |           |             |             |          |          | 1:15:44,7     | 57.           |
| Andrej Gridin                 | 50 km        |           |           |             |             |          |          | 1:51:41,7     | 41.           |
| Andrej Gridin                 | Sprint       | 3:50,57   | 64.       | kiesett     | kiesett     | kiesett  | kiesett  | kiesett       | 64.           |
| Andrej Gridin Veszelin Cinzov | Csapatsprint |           |           |             |             | 25:11,06 | 10.      | kiesett       | 18.           |

Női
| Versenyző                  | Versenyszám | Selejtező | Selejtező | Negyeddöntő | Negyeddöntő | Elődöntő | Elődöntő | Döntő         | Döntő         |
| Versenyző                  | Versenyszám | Idő       | Hely.     | Idő         | Hely.       | Idő      | Hely.    | Idő           | Helyezés      |
| -------------------------- | ----------- | --------- | --------- | ----------- | ----------- | -------- | -------- | ------------- | ------------- |
| Antonija Grigorova-Burgova | 15 km       |           |           |             |             |          |          | 44:27,9       | 56.           |
| Antonija Grigorova-Burgova | 30 km       |           |           |             |             |          |          | 1:23:05,6     | 50.           |
| Antonija Grigorova-Burgova | Sprint      | 2:54,31   | 60.       | kiesett     | kiesett     | kiesett  | kiesett  | kiesett       | 60.           |
| Teodora Malcseva           | Sprint      | 2:49,66   | 54.       | kiesett     | kiesett     | kiesett  | kiesett  | kiesett       | 54.           |
| Teodora Malcseva           | 30 km       |           |           |             |             |          |          | nem ért célba | nem ért célba |

## Síugrás
Férfi
| Versenyző           | Versenyszám | Selejtező | Selejtező | Selejtező | 1. ugrás | 1. ugrás | 1. ugrás | 2. ugrás | 2. ugrás | 2. ugrás | Összesítés | Összesítés |
| Versenyző           | Versenyszám | Táv       | Pont      | Hely.     | Táv      | Pont     | Hely.    | Táv      | Pont     | Hely.    | Pont       | Helyezés   |
| ------------------- | ----------- | --------- | --------- | --------- | -------- | -------- | -------- | -------- | -------- | -------- | ---------- | ---------- |
| Vladimir Zografszki | Normálsánc  | 89,0      | 97,8      | 43.       | kiesett  | kiesett  | kiesett  | kiesett  | kiesett  | kiesett  | kiesett    | kiesett    |
| Vladimir Zografszki | Nagysánc    | 112,0     | 87,9      | 39.       | 110,0    | 89,3     | 47.      | kiesett  | kiesett  | kiesett  | kiesett    | kiesett    |

## Snowboard
Parallel
| Versenyző        | Versenyszám                 | Selejtező | Selejtező | Nyolcaddöntő      | Negyeddöntő       | Elődöntő          | Döntő             | Helyezés |
| Versenyző        | Versenyszám                 | Idő       | Hely.     | Ellenfél Eredmény | Ellenfél Eredmény | Ellenfél Eredmény | Ellenfél Eredmény | Helyezés |
| ---------------- | --------------------------- | --------- | --------- | ----------------- | ----------------- | ----------------- | ----------------- | -------- |
| Radoszlav Jankov | Férfi parallel slalom       | 1:00,24   | 21.       | kiesett           | kiesett           | kiesett           | kiesett           | 21.      |
| Radoszlav Jankov | Férfi parallel giant slalom | 1:42,08   | 25.       | kiesett           | kiesett           | kiesett           | kiesett           | 25.      |

Snowboard cross
| Versenyző           | Versenyszám | Selejtező | Selejtező | Negyeddöntő | Elődöntő | Döntő    | Helyezés |
| Versenyző           | Versenyszám | Idő       | Hely.     | Helyezés    | Helyezés | Helyezés | Helyezés |
| ------------------- | ----------- | --------- | --------- | ----------- | -------- | -------- | -------- |
| Alekszandra Zsekova | Női         | 1:24,29   | 11.       | 2.          | 2.       | 5.       | 5.       |

## Szánkó
| Versenyző          | Versenyszám | 1. futam | 1. futam | 2. futam | 2. futam | 3. futam | 3. futam | 4. futam | 4. futam | Összesítés | Összesítés |
| Versenyző          | Versenyszám | Idő      | Hely.    | Idő      | Hely.    | Idő      | Hely.    | Idő      | Hely.    | Idő        | Helyezés   |
| ------------------ | ----------- | -------- | -------- | -------- | -------- | -------- | -------- | -------- | -------- | ---------- | ---------- |
| Sztaniszlav Benyov | Férfi egyes | 55,040   | 38.      | 55,006   | 37.      | 54,558   | 36.      | 54,476   | 38.      | 3:39,080   | 38.        |